# Moldavië op het Junior Eurovisiesongfestival
Moldavië nam tussen 2010 en 2013 deel aan het Junior Eurovisiesongfestival.

## Geschiedenis
Moldavië verscheen in 2010 voor het eerst op het Junior Eurovisiesongfestival. Het was het eerste land dat debuteerde sinds 2007, toen Armenië, Bulgarije, Georgië en Litouwen voor het eerst deelnamen. De eerste inzending voor Moldavië werd Ștefan Roșcovan met het nummer Ali Baba. Dit liedje, dat gaat over het sprookje van Ali Baba en de veertig rovers, eindigde op de achtste plaats met 54 punten.
In 2011 nam het land deel met zangeres Lerika. Met het lied No no behaalde zij de zesde plaats, de beste score die Moldavië op het Junior Eurovisiesongfestival behaalde. Tijdens het Junior Eurovisiesongfestival 2012 werden de Moldaviërs vertegenwoordigd door Denis Midone, die met zijn liedje Toate vor fi eveneens een plaats in de top 10 wist te bemachtigen. Een jaar later eindigde het land teleurstellend op de elfde en voorlaatste plaats met het liedje Cum să fim van Rafael Bobeica.
In 2014 trok Moldavië zich terug van het Junior Eurovisiesongfestival. Volgens de omroep TRM waren financiële problemen hiervan de oorzaak. Daarnaast zou het land zich waarschijnlijk ook hebben teruggetrokken vanwege de slechte prestatie van het jaar ervoor. Sindsdien is Moldavië niet meer op het festival teruggekeerd.

## Deelnames van Moldavië
| Jaar | Artiest         | Lied         | Plaats | Punten | Taal               |
| ---- | --------------- | ------------ | ------ | ------ | ------------------ |
| 2010 | Ștefan Roșcovan | Ali Baba     | 8      | 54     | Roemeens en Engels |
| 2011 | Lerika          | No, no       | 6      | 78     | Roemeens en Engels |
| 2012 | Denis Midone    | Toate vor fi | 10     | 52     | Roemeens en Engels |
| 2013 | Rafael Bobeica  | Cum să fim   | 11     | 41     | Roemeens en Engels |

| Kleur | Betekenis      |
| ----- | -------------- |
|       | Eerste plaats  |
|       | Tweede plaats  |
|       | Derde plaats   |
|       | Laatste plaats |
|       | Gastland       |

## Gegeven en gekregen punten
| Plaats | Land        | Punten |
| ------ | ----------- | ------ |
| 1      | Wit-Rusland | 30     |
| 2      | Georgië     | 29     |
| 3      | Armenië     | 24     |
| 4      | Rusland     | 22     |
| 5      | Oekraïne    | 20     |

| Plaats | Land        | Punten |
| ------ | ----------- | ------ |
| 1      | Wit-Rusland | 18     |
| 2      | Armenië     | 17     |
| 3      | Georgië     | 16     |
| 4      | België      | 14     |
| 4      | Malta       | 14     |
| 4      | Oekraïne    | 14     |
| 4      | Rusland     | 14     |

## Twaalf punten
(Een vetgedrukte editie betekent dat het land die editie won.)
| Twaalf punten gegeven aan: \| Aantal \| Land \| Edities \| \| ------ \| ----------- \| ------- \| \| 1 \| Malta \| 2013 \| \| 1 \| Oekraïne \| 2012 \| \| 1 \| Servië \| 2010 \| \| 1 \| Wit-Rusland \| 2011 \| (J) = vakjury; (K) = kinderjury (vanaf 2016) |             |         |
| Aantal | Land        | Edities |
| 1 | Malta       | 2013    |
| 1 | Oekraïne    | 2012    |
| 1 | Servië      | 2010    |
| 1 | Wit-Rusland | 2011    |

2010 · 2011 · 2012 · 2013 · 2014-2024